# 新潟市立新潟小学校
新潟市立新潟小学校（にいがたしりつ にいがたしょうがっこう）は、新潟県新潟市中央区東大畑通1番町にある公立小学校。

## 沿革
- 1873年（明治6年）3月 - 西堀通10番町の真宗寺に私立3小区学校（第3私学と呼称）として開校。
- 1874年（明治7年）
  - 6月 - 校旗樹立。
  - 11月 - 公立第3番小学4番堀校と改称。
- 1877年（明治10年）1月 - 西堀通9番町第16番地北13番校舎に移転（校地282坪7合）。
- 1880年（明治13年）8月 - 新築中の校舎が類焼し、しばらく閉校。
- 1881年（明治14年）12月 - 5つの小学校を合わせて1本校4分校となり、当校本校を新潟町校と改称。
- 1882年（明治15年）1月 - 西堀通9番町第16番地に再び校舎を建築し開校。
- 1884年（明治17年）5月 - 区民の決議によって新潟校と改称。
- 1885年（明治18年）5月 - 県の名称改定の通達により、高等資格新潟小学校と改称。
- 1887年（明治20年）
  - 2月 - 訓令によって学校資格が定められ、高等科新潟小学校と改称。
  - 6月 - 位置を東大畑1番町に変更。
- 1892年（明治25年）3月 -  訓令によって、新潟県新潟市立新潟高等小学校と改称。
- 1900年（明治33年）9月 - 女子高等小学校をつくり、男女を分離する。
- 1901年（明治34年）4月 - 西堀通3番町に市立西堀尋常小学校新築創立。
- 1908年（明治41年）9月 - 大火で校舎類焼、鏡淵尋常小学校を借用し、2部授業実施。
- 1909年（明治42年）3月 - 新潟高等小学校と統合され、新潟尋常高等小学校と改称。
- 1919年（大正8年）4月 - 高等科併置10周年記念式挙行。
- 1927年（昭和2年）3月 - 高等科付設廃止され、新潟尋常小学校と改称。
- 1941年（昭和16年）4月 - 国民学校令により、新潟市立新潟国民学校と改称。
- 1947年（昭和22年）4月 - 学制改革により、新潟市立新潟小学校と改称。
- 1955年（昭和30年）10月 - 第1期新校舎完成。
- 1956年（昭和31年）7月 - 体育館完成。
- 1957年（昭和32年）7月 - 第3期校舎改築終了。
- 1959年（昭和34年）12月 - 校舎改築完成、創立86周年記念式典挙行し、祝賀会開催。
- 1961年（昭和36年）3月 - 創立記念日を3月2日と定める。同月、理科室改造工事完成。
- 1962年（昭和37年）11月 - 創立90周年記念式典挙行、祝賀会開催。
- 1963年（昭和38年）3月 - 卒業記念「門標」除幕式。
- 1964年（昭和39年）6月16日 - 13時01分頃に新潟地震が発生したが、本校への被害は些少だった。
- 1965年（昭和40年）3月 - 2階3教室電灯施設、卒業記念「友だち」の像受贈。
- 1966年（昭和41年）
  - 3月 - 家庭科実習室工事完了。
  - 8月 - 3校プール開き。
- 1967年（昭和42年）
  - 3月 - 卒業記念門柱受贈。
  - 7月 - 正門前横断信号機設置竣工式、三川コーナー完成式挙行。
  - 11月 - 創立95周年記念式典挙行、祝賀会開催。
- 1972年（昭和47年）11月 - 創立100周年記念式典挙行、祝賀会開催。
- 1982年（昭和57年）11月 - 屋上遊び場新設。同月、創立110周年記念式典挙行、祝賀会開催。
- 1984年（昭和59年）10月 - 管理棟屋上改修工事。
- 1987年（昭和62年）1月 - コンピュータ研修・指導の開始。
- 1988年（昭和63年）
  - 8月 - 給食室大型改修。
  - 10月 - 木の教室（たんぽぽホール）を設置。
- 1989年（平成元年）
  - 4月 - 大畑小学校と統合、新校旗・校歌を制定。
  - 8月 - 普通教室棟大規模改修。
- 1990年（平成2年）9月 - 教室棟特別教室改修工事。
- 1991年（平成3年）10月 - 管理棟及び外壁改修工事。
- 1992年（平成4年）10月 - 創立120周年記念式典挙行、祝賀会開催。
- 1993年（平成5年）7月 - プール竣工式。
- 1995年（平成7年）11月 - 図書室、図書貸し出しにコンピュータシステムを導入。
- 1997年（平成9年）1月 - インターネット利用の学習指導開始。
- 1998年（平成10年）
  - 4月 - 礎小学校を統合。
  - 5月 - 校舎改築工事開始。
- 1999年（平成11年）12月 - 新校舎完成、新校舎出会いの式を開催。体育館改築工事開始。
- 2001年（平成13年）
  - 1月 - すべての教室コンピュータが、校内LANにより接続される。
  - 6月 - 校舎竣工記念式典挙行、祝賀会開催。
- 2002年（平成14年）11月 - 創立130周年記念式典挙行、祝賀会開催。
- 2004年（平成16年）10月23日 - 17時56分頃に発生した中越大震災で新潟市は震度4記録。学校に30人が避難した。
- 2005年（平成17年）4月 - 2学期制実施。
- 2006年（平成18年）10月 - 新しい学校行事「汐風ウォーク」実施。
- 2022年（令和4年）11月3日 - 県民会館にて、創立150周年記念式典挙行。

## 教育目標
『たくましく 美しく』（挑む力 やり抜く力 認め合う心 支え合う心）

## 通学区域と進学先中学校
出典

### 通学区域
- 旭町通1番町（93番地～96番地、757番地）
- 旭町通2番町（全域）
- 礎町通1ノ町（全域）
- 礎町通2ノ町（全域）
- 礎町通3ノ町（全域）
- 礎町通4ノ町（全域）
- 礎町通5ノ町（全域）
- 礎町通6ノ町（全域）
- 礎町通上1ノ町（全域）
- 営所通1番町（全域）
- 営所通2番町（全域）
- 上大川前通6番町（全域）
- 上大川前通7番町（全域）
- 上大川前通8番町（全域）
- 上大川前通9番町（全域）
- 川端町6丁目（全域）
- 北大畑町（全域）
- 北多門町（全域）
- 北浜通1番町（全域）
- 北浜通2番町（全域）
- 下旭町（全域）
- 下大川前通1ノ町（全域）
- 下大川前通2ノ町（全域）
- 下大川前通3ノ町（全域）
- 下大川前通4ノ町（全域）
- 下大川前通5ノ町（全域）
- 下大川前通6ノ町（全域）
- 下大川前通7ノ町（全域）
- 新島町通1ノ町（全域）
- 新島町通2ノ町（全域）
- 新島町通3ノ町（全域）
- 新島町通4ノ町（全域）
- 新島町通5ノ町（全域）
- 水道町2丁目（全域）
- 田中町（833番地～5190番地）
- 月町（全域）
- 寺裏通2番町（全域）
- 中大畑町（全域）
- 西厩島町（全域）
- 西大畑町（全域）
- 西中町（全域）
- 西船見町（5932番地(99号、263～267号、278～280号、284号、300号、301号、303号、304号、327号、439号、442号、445号、477号、480号、561号、565号、567号、612号、616号、641号、643号～650号、653号、658号～675号)、5939番地(4号、14号)）
- 西堀通4番町（全域）
- 西堀通5番町（全域）
- 西堀通6番町（全域）
- 西堀通7番町（全域）
- 西堀通8番町（全域）
- 西堀前通6番町（全域）
- 西堀前通7番町（全域）
- 西堀前通8番町（全域）
- 西堀前通9番町（全域）
- 花町（全域）
- 東厩島町（全域）
- 東大畑通1番町（全域）
- 東大畑通2番町（全域）
- 東中通2番町（全域）
- 東堀通6番町（全域）
- 東堀通7番町（全域）
- 東堀通8番町（全域）
- 東堀通9番町（全域）
- 東堀前通6番町（全域）
- 東堀前通7番町（全域）
- 東堀前通8番町（全域）
- 東堀前通9番町（全域）
- 二葉町1丁目（全域）
- 二葉町2丁目（5166番地、5167番地、5169番地、5188番地、5929番地、5932番地(92～96号、441号、532～539号、542号、564～567号、576号)）
- 古町通6番町（全域）
- 古町通7番町（全域）
- 古町通8番町（全域）
- 古町通9番町（全域）
- 本町通6番町（全域）
- 本町通7番町（全域）
- 本町通8番町（全域）
- 本町通9番町（全域）
- 秣川岸通1丁目（全域）
- 秣川岸通2丁目（全域）
- 南大畑町（全域）
- 南多門町（全域）
- 南浜通1番町（全域）
- 南浜通2番町（全域）
- 南横堀町（全域）
- 雪町（全域）
- 寄居町（全域）

### 進学先中学校
- 新潟市立寄居中学校

## 学校周辺
- 新潟市立寄居中学校
- 新潟県警新潟中央警察署
- 大畑公園
- 南浜通郵便局
- 日本経済新聞社新潟支局
- 日本銀行新潟支店
- 社会福祉法人寄居英心会寄居こども園 - 進学前こども園のひとつ
- 国道116号
- 新潟市中央区役所
- 新潟大学
  - 付属新潟小・中学校
  - 付属特別支援学校
  - 旭町キャンパス

## アクセス
- 新潟交通「C20」系統浜浦町線・「C21」系統浜浦町線・「C22」系統浜浦町線・「C32」系統信濃町線・「C21」系統浜浦町線・「W15」系統有明線・「W25」系統西小針線で、「南浜通」バス停下車後、徒歩約265m・約4分。
  - このほか、「古町」バス停から行くことも可能。

## 主な卒業生
- 大竹辰也 - 元青森放送アナウンサー
- 横田めぐみ - 北朝鮮による拉致被害者[2]